# Präsidentschaftswahl in Kap Verde 2016
Die Präsidentschaftswahl in Kap Verde 2016 fand am 2. Oktober statt. Jorge Carlos Fonseca wurde mit 74,1 Prozent der Stimmen in seinem Amt bestätigt. 

## Ergebnis
| Kandidaten                      | Parteien                    | Stimmen | %    |
| ------------------------------- | --------------------------- | ------- | ---- |
| Jorge Carlos Fonseca            | Movimento para a Democracia | 93.010  | 74,1 |
| Albertino Graça                 | Unabhängig                  | 28.256  | 22,5 |
| Joaquim Monteiro                | Unabhängig                  | 4.278   | 3,4  |
| Gesamt                          | Gesamt                      | 125.544 | 100  |
|                                 |                             |         |      |
| Ungültige Stimmen               | Ungültige Stimmen           | 2.573   | 2,0  |
| Wähler                          | Wähler                      | 128.117 | 35,5 |
| Wahlberechtigte                 | Wahlberechtigte             | 361.221 |      |
|                                 |                             |         |      |
| Quelle: Boletim Oficial (s. 35) |                             |         |      |